# Ian Bogost
Ian Bogost (Atlanta, Georgia 1982) un diseñador de videojuegos, crítico e investigador. Obtuvo una cátedra conjunta en la Escuela de Literatura, Medios de Comunicación y Comunicación y en Computación Interactiva en la Facultad de Informática en el Instituto de Tecnología de Georgia, en donde él es el Ivan Allen del Colegio de Artes Liberales Distinguished Chair en Ciencias de la Información. Es socio fundador de Persuasive Games. Su investigación considera los videojuegos como medio de expresión, y su práctica creativa se centra en los juegos de temas sociales y políticos, incluida la seguridad en aeropuerto, la deuda pública, los trabajadores descontentos, la industria del petróleo, suburbios, la gripe pandémica y la reforma de responsabilidad civil en Estados Unidos.
Es autor de los libros Unit Operations: An Approach to Videogame Criticism y Persuasive Games: The Expressive Power of Videogames, así como el coautor de Racing the Beam: The Atari Video Computer System y Newsgames: Journalism at Play. Bogost también lanzó recientemente Cow Clicker, una sátira y crítica de la llegada de los juegos a las redes sociales. Su juego, A Slow Year, ganó dos premios, el Vanguard y el Virtuoso, en IndieCade 2010.

## Juegos
Estos juegos han sido diseñados o desarrollados por Ian Bogost:
| Juego                         | Año  |
| ----------------------------- | ---- |
| Simony                        | 2012 |
| A Slow Year: Game Poems       | 2010 |
| Cow Clicker                   | 2010 |
| Guru Meditation               | 2009 |
| Fatworld                      | 2007 |
| Airport Security              | 2006 |
| The Howard Dean for Iowa Game | 2003 |